# البحرين في دورة الألعاب الأولمبية الصيفية للشباب 2014
البحرين تنافست في دورة الألعاب الأولمبية الصيفية للشباب 2014 في نانجينغ بالصين من 16 إلى 28 أغسطس 2014.

## الميداليات
يتم تمثيل توزيع الميداليات على المشاركين من (متحدة) فرق NOC مختلطة بخط مائل. لا تحسب هذه الميداليات نحو فردي NOC ميدالية حصيلة.
| الميدالية | الاسم      | الرياضة     | المسابقة              | التاريخ  |
| --------- | ---------- | ----------- | --------------------- | -------- |
| فضية      | سلوى ناصر  | ألعاب القوى | 400 متر               | 23 أغسطس |
| فضية      | محمد سعد   | ألعاب القوى | مختلط 8*100 متر تتابع | 26 أغسطس |
| برونزية   | دليلة غوسا | ألعاب القوى | 1500 متر              | 25 أغسطس |
| برونزية   | سلوى ناصر  | ألعاب القوى | مختلط 8*100 متر تتابع | 26 أغسطس |

## ألعاب القوى
شاركت البحرين بخمسة رياضيين.

### الشباب
| الرياضي          | المسابقة | التصفيات | التصفيات | النهائي | النهائي |
| الرياضي          | المسابقة | النتيجة  | الترتيب  | النتيجة | الترتيب |
| ---------------- | -------- | -------- | -------- | ------- | ------- |
| محمد سعد         | 100 متر  | 11.29    | 20       | 11.27   | 19      |
| عبدي إبراهيم أبو | 3000 متر | 8:16.86  | 7        | 8:08.91 | 4       |

### الشابات
| الرياضية     | المسابقة | التصفيات | التصفيات | النهائي | النهائي |
| الرياضية     | المسابقة | النتيجة  | الترتيب  | النتيجة | الترتيب |
| ------------ | -------- | -------- | -------- | ------- | ------- |
| سلوى ناصر    | 400 متر  | 53.95    | 2        | 52.74   | فضية    |
| دليلة غوسا   | 1500 متر | 4:24.14  | 4        | 4:18.36 | برونزية |
| فطومة تشيبسي | 3000 متر | 9:06.87  | 1        | 9:12.66 | 4       |